# Поправки към Конституцията на САЩ
Конституцията на Съединените американски щати може да бъде променяна само след сложна процедура, описана нейния чл.V. Процедурата изисква одобрение от Конгреса и на събранията на 3/4 от щатите. Първите десет поправки (амендмънти) съдържат фундаментални свободи, които били потъпквани по време на британското управление и новосформираните се Съединени щати включват като първо допълнение на конституцията си списък от гаранции против разпростиране и злоупотреба на федералното правителство. Тези поправки сумарно се наричат Закон за Правата.
Списък на приетите поправки на американската конституция:
| №  | Поправка | Предложена за обсъждане | Влязла в сила    |       |
| -- | --- | ----------------------- | ---------------- | ----- |
| 1  | Свобода на религията, словото, на печата, право за подаване на петициите, както и свобода на сдружаване.                                                                 | 25 септември 1789       | 15 декември 1791 | текст |
| 2  | Право за носене на оръжие | 25 септември 1789       | 15 декември 1791 | текст |
| 3  | Забрана за настаняване на войници в частни домове | 25 септември 1789       | 15 декември 1791 | текст |
| 4  | Забрана за обискиране без съдебно разпореждане | 25 септември 1789       | 15 декември 1791 | текст |
| 5  | Право на честен процес. Забрана за издаване на осъдителни присъди, основани само на самопризнания.                                                                       | 25 септември 1789       | 15 декември 1791 | текст |
| 6  | Право на процес пред безпристрастни съдии, право на призоваване на свидетели                                                                                             | 25 септември 1789       | 15 декември 1791 | текст |
| 7  | Право на процес при граждански спорове | 25 септември 1789       | 15 декември 1791 | текст |
| 8  | Забрана на произволни арести, прекомерни глоби и гаранции | 25 септември 1789       | 15 декември 1791 | текст |
| 9  | Правата, изброени в Конституцията, не лишават гражданите от други права, които те притежават.                                                                            | 25 септември 1789       | 15 декември 1791 | текст |
| 10 | Правата, които не са дадени на Съединените щати по Конституция, се ползват с предимство от отделните щати и граждани                                                     | 25 септември 1789       | 15 декември 1791 | текст |
| 11 | Защита на гражданите на определен щат срещу съдебно преследване от други щати и държави                                                                                  | 4 март 1794             | 8 януари 1798    | текст |
| 12 | Промяна на правилата за избиране на президент | 9 декември 1803         | 15 юни 1804      | текст |
| 13 | Премахване на робството. | 31 януари 1865          | 6 декември 1865  | текст |
| 14 | Равенство пред закона. Допълнения към правото на честен процес. Всеки, който пребивава на територията на САЩ има право на честен процес, независимо от гражданството си. | 13 юни 1866             | 9 юли 1868       | текст |
| 15 | Право на глас на цветнокожите | 26 февруари 1869        | 3 февруари 1870  | текст |
| 16 | Въвеждане на федерален данък | 12 юли 1909             | 3 февруари 1913  | текст |
| 17 | Пряк избор на членове на Сената | 13 май 1912             | 8 април 1913     | текст |
| 18 | Забрана за употребата на алкохол | 18 декември 1917        | 16 януари 1919   | текст |
| 19 | Право на глас за жените | 4 юни 1919              | 18 август 1920   | текст |
| 20 | Определяне на дати за началото на мандата на сенаторите (2 януари) и президента (20 януари)                                                                              | 2 март 1932             | 23 януари 1933   | текст |
| 21 | Отмяна на 18-ата поправка, разрешаване на употребата на алкохол | 20 февруари 1933        | 5 декември 1933  | текст |
| 22 | Ограничаване до два на брой на мандатите на президента | 24 март 1947            | 27 февруари 1951 | текст |
| 23 | Право на представителство на Федерален окръг Колумбия в избирателната колегия                                                                                            | 16 юни 1960             | 29 март 1961     | текст |
| 24 | Забрана на ограничаването на правото на участие във федерални избори при неплащане на данъци                                                                             | 14 септември 1962       | 23 януари 1964   | текст |
| 25 | В случай на смърт или неспособност на президента да изпълнява задълженията си, същите се поемат от вицепрезидента до края на мандата                                     | 6 юли 1965              | 23 февруари 1967 | текст |
| 26 | Право за гласуване на навършилите 18 години | 23 март 1971            | 1 юли 1971       | текст |
| 27 | Гласувано от сенаторите повишение на собствените им заплати влиза в сила за следващия сенат.                                                                             | 25 септември 1789       | 7 май 1992       | текст |